# 东亚—拉丁美洲合作论坛
东亚－拉丁美洲合作论坛 （西班牙語：Foro de Cooperación Asia Oriental-América Latina，简称FEALAC）是东亚、东南亚、大洋洲和拉丁美洲地区36个国家组成的地区性论坛，也是两个地区之间的正式和定期对话渠道。

## 历史
东亚和拉丁美洲地区大部分都是发展中国家，在经济上充满活力并且彼此互补。长期以来没有正式的合作机制将两个地区连接在一起，1998年新加坡总理吴作栋提出了东亚和拉丁美洲加强洲际合作的建议，并于同年在新加波举办东亚－拉丁美洲合作论坛高级官员会议，标志着该组织的形成。